# Médicament dérivé du sang
 (octobre 2013).
Un médicament dérivé du sang (MDS, par opposition à PSL) est un produit pharmaceutique préparé à partir du sang, et plus précisément du plasma sanguin.
Le plasma contient en effet de nombreuses protéines, que sont essentiellement :
- l'albumine ;

- les facteurs de coagulation, fibrinogène, facteur antihémophilique A, facteurs vitamine K dépendant (prothrombine, proconvertine…), ou de fibrinolyse, protéine S, protéine C…

- les immunoglobulines, polyvalentes, ou spécifiques (anti-D, anti-HBs…) ;

- et certaines autres protéines d'utilisation plus confidentielle, mais indispensables pour certains patients : facteur XIII de coagulation, inhibiteur de C1 estérase, alpha 1-antitrypsine…

Ces produits sont préparés par des techniques, bien améliorées depuis, dont l'origine remonte au fractionnement d'Edwin Cohn, et parfois remplacés maintenant par des produits obtenus par génie génétique.